# Bronzehand von Prêles

Skizze der Bronzehand von Prêles

Die Bronzehand von Prêles (französisch Main en bronze de Prêles) ist ein aus Bronze und Gold gefertigtes Objekt in Form einer menschlichen Hand, gefunden nahe Prêles (dt. Prägelz), heute Teil der Fusionsgemeinde Plateau de Diesse im Verwaltungskreis Berner Jura des Schweizer Kantons Bern.
Die Bronzehand stammt aus der Mittleren Bronzezeit. Sie wurde im 16. oder 15. Jahrhundert v. Chr. angefertigt und einige Jahrzehnte später einer hochgestellten Persönlichkeit als Grabbeigabe mitgegeben. Es handelt sich somit um die älteste bekannte anthropomorphe Bronzeplastik Europas. Die Bronzehand wurde 2017 von illegalen Sondengängern entdeckt und befindet sich heute im Besitz des Archäologischen Dienstes des Kantons Bern. Im September und Oktober 2018 wurde sie im Rahmen einer Sonderausstellung im NMB Neues Museum Biel erstmals der Öffentlichkeit präsentiert.

## Entdeckungs- und Forschungsgeschichte

### Bergung durch illegale Sondengänger
Die Hand inklusive einer Manschette aus Goldblech wurde angeblich am 7. Oktober 2017 zusammen mit drei abgebrochenen Fingern, einem Bronzedolch und einem Knochenbruchstück, das als menschliche Rippe identifiziert wurde, von Sondengängern entdeckt, die ohne Genehmigung unterwegs waren (sog. Raubgrabung). Am 9. Oktober lieferten sie ihre Funde beim Archäologischen Dienst des Kantons Bern ab. Nach ihren Aussagen hatten sie die Objekte erst zwei Tage zuvor entdeckt und ihre Bedeutung erst nach einer ersten Säuberung festgestellt.

### Nachuntersuchung der Fundstelle
Die angegebene Fundstelle wurde im März 2018 zunächst geoelektrisch prospektiert. Zwischen April und Juni folgte eine Grabung, bei der das stark gestörte Grab eines 25–45 Jahre alten Mannes entdeckt wurde. Es enthielt noch einige Skelettreste sowie als weitere Beigaben einige Keramikfragmente, eine Nadel und eine Spirale aus Bronze und weitere Fragmente der Bronzehand, die von den Sondengängern übersehen worden waren.

### Ausstellungen und Tagungen
Vom 18. September bis 18. Oktober 2018 wurde die Hand im NMB Neuen Museum Biel erstmals öffentlich ausgestellt. Am 30. Oktober 2019 fand an der Universität Bern eine Fachtagung statt. Teilnehmer waren Andrea Schaer (Archäologischer Dienst des Kantons Bern), Albert Hafner (Institut für Archäologische Wissenschaften, Universität Bern), Harald Meller (Landesamt für Denkmalpflege und Archäologie Sachsen-Anhalt/Landesmuseum für Vorgeschichte, Halle (Saale)), Heinzpeter Znoj (Institut für Sozialanthropologie, Universität Bern) und Katharina Schmidt-Ott (Abteilung Konservierungsforschung, Schweizerisches Nationalmuseum, Zürich) sowie als Moderator Marc-André Haldimann (Institut für Archäologische Wissenschaften, Universität Bern).
Vom 15. November 2019 bis 1. Juni 2020 war die Bronzehand in der Sonderausstellung Ringe der Macht im Landesmuseum für Vorgeschichte in Halle (Saale) erstmals ausserhalb der Schweiz zu sehen. Vom 17. Februar bis zum 17. Juli 2022 wurde sie in der Sonderausstellung The World of Stonehenge im British Museum in London ausgestellt. Vom 1. Februar 2024 bis zum 21. April 2025 ist die Bronzehand als zentrales Exponat der Sonderausstellung Und dann kam Bronze! im Bernischen Historischen Museum ausgestellt.

### Auszeichnung
Der Fund selbst wurde beim International Archaeological Discovery Award, der zu Ehren von Khalid al-Asʿad benannt ist, unter die Top 5 der archäologischen Entdeckungen des Jahres 2018 gewählt.

### Strafprozess
Gegen die Finder der Bronzehand eröffnete die Staatsanwaltschaft Bern im September 2018 ein Strafverfahren wegen Grabräuberei. Im September 2019 wurde einer von ihnen zu einer Geldstrafe von 2500 Franken verurteilt. Obwohl die Sondengänger ihre Funde freiwillig beim Archäologischen Dienst des Kantons Bern abgeliefert hatten, folgte der Richter der Forderung der Staatsanwaltschaft, da dem Angeklagten noch vier weitere Verstösse gegen das Denkmalschutzgesetz nachgewiesen werden konnten. Der Mann habe gegen das Denkmalpflegegesetz verstossen, so im Urteil des Regionalgerichts Berner Jura-Seeland in Moutier (BE). Nach Ansicht des Archäologischen Dienstes bestand die Gefahr, dass durch das Graben eine archäologische Stätte zerstört werde. Ihm wurde zugutegehalten, nicht aus Habgier gehandelt zu haben, sondern aus Enthusiasmus, aber er hätte für das Absuchen des Untergrundes nach archäologischen Objekten unter Verwendung technischer Hilfsmittel eine Bewilligung der kantonalen Fachstelle einholen müssen. Dass die Funde als solche für Laien nicht archäologisch bewertbar waren, wurde nicht als Entlastung akzeptiert.

## Die Fundstelle
Die Fundstelle (47° 5′ 53″ N, 7° 8′ 15″ O) liegt auf dem Flurstück «Les Combettes» südöstlich von Prêles auf einer markanten Geländeterrasse am Fuss der höchsten Erhebung des Berner Jura, des Chasseral, und oberhalb des Bielersees. Nach Osten wird die Geländestufe vom Einschnitt der Twannbachschlucht begrenzt. In Richtung Süden fällt das Gelände relativ steil zum Bielersee hin ab. Von der Geländeterrasse aus hat man eine, sicher auch in der Bronzezeit, sehr gute Aussicht auf die Seenplatte südlich des Juras, in das Schweizer Mittelland inklusive des Alpenbogens vom Säntis bis in Richtung des Mont-Blanc-Massivs. Das Plateau mit der Fundstelle ist von mehreren Felsrippen durchzogen, die sich im heute landwirtschaftlich genutzten Gelände nur noch schwach abzeichnen. Die Fundstelle liegt am Fuss einer solchen Rippe in einer schwachen Senke.
Bis zur Entdeckung der Hand waren aus Prêles und der unmittelbaren Umgebung keine bronzezeitlichen Funde bekannt, allerdings war die Gegend bislang auch nie systematisch prospektiert worden. Die nächstgelegenen mittelbronzezeitlichen Siedlungen befinden sich in Cressier «La Baraque» (Kanton Neuenburg), auf dem Jolimont bei Gals (Kanton Bern), in Murten-Löwenberg (Kanton Freiburg), bei Coffrane «Les Favergettes» und Colombier «Plantée de Rive» (beide Kanton Neuenburg).

## Beschreibung

### Das Grab
Die ursprüngliche Hügelschüttung des Grabes ist heute völlig verschleift. In 40–50 cm Tiefe unter dem heutigen Bodenniveau wurden zahlreiche Kalkkiesel entdeckt, die wahrscheinlich zur Hügelschüttung gehörten. Im Zentrum des Befunds lagen die Steine weniger dicht. Dort wurden Reste der Bestattung sowie vier von den Sondengängern verursachte Störungen festgestellt.
Unter der Bestattung und durch eine dünne Erdschicht klar von ihr abgetrennt wurde eine ältere, trapezförmige Steinsetzung mit einer Länge von 12 m und einer Breite zwischen 1 m und 5 m festgestellt. Die Struktur wurde nicht näher untersucht, da ihr durch ihre tiefe Lage keine Gefahr durch landwirtschaftliche Tätigkeit droht. Ihre genaue Zeitstellung ist bislang unklar, es wird aber davon ausgegangen, dass sie zu einer in der Mittelbronzezeit oberirdisch sichtbaren Struktur gehörte und somit bewusst für die Anlage des Grabes ausgewählt wurde.

### Die Skelettreste
Das Skelett des Bestatteten war nur schlecht erhalten. Es wurden Schädelfragmente, acht einzelne Zähne, Teile des rechten Unterarms, des linken Oberarms, des linken Schulterblatts, der linken Rippen, beider Ober- und Unterschenkel sowie geringe Reste des Beckens und der Wirbelsäule gefunden. Einige Knochenfragmente sind an den Stellen, an denen Bronzegegenstände auflagen, grün verfärbt. Nur an diesen Stellen ist die ursprüngliche Knochenoberfläche erhalten. Anhand der Überaugenregion und der eher kräftigen Statur des Skeletts konnte der Bestattete als männlich identifiziert werden. Sein Sterbealter konnte aufgrund des Abnutzungsgrades der Zähne grob auf 25–45 Jahre bestimmt werden. Die Körperhöhe liess sich nicht mehr ermitteln.

### Die Bronzehand
Das Objekt hat die Form einer geöffneten rechten Hand. Es hat ein Gewicht von 502 g und eine Länge von 17,8 cm. Die Handfläche ist massiv, die Innenseite ist konkav und der Handrücken konvex gestaltet. Der Armansatz ist als Tülle gefertigt, die Rückseite ist abgebrochen und fehlt. Die Tülle hat einen Aussendurchmesser von 7,2 cm, eine lichte Weite von 5,5 cm, eine Tiefe von 6,4 cm und eine Wandstärke von etwa 0,3 cm. Auf den Armansatz ist eine Manschette aus Goldblech aufgeklebt, auch dieses fehlt auf der Rückseite. Es ist zwischen 3 cm und 4,1 cm breit und 0,5 mm dick. Am unteren Ende und in der Mitte weist das Goldblech je eine umlaufende Rippe auf. Die untere Rippe wurde durch das Unterlegen von zwei Bronzedrähten erzeugt. Die obere Rippe wurde mit der Bronzehand gegossen. Die Manschette wird so in zwei Zonen aufgeteilt, die beide ein Dekor aus Kreisaugenpunzen und Punktreihen aufweisen. Die Finger der Hand sind abgebrochen; drei wurden von den Sondengängern gefunden, der kleine Finger erst später bei der Nachuntersuchung. Der grösste Teil des Daumens fehlt. Die Handfläche hat eine Breite von 7,3 cm bzw. 9 cm mit dem erhaltenen Daumenansatz.
Der bei der Nachgrabung entdeckte Finger und zwei Goldblechfragmente, die wohl von der Manschette stammten, lagen auf der rechten Seite des Bestatteten im Beckenbereich. Möglicherweise hat die gesamte Hand ursprünglich an dieser Stelle gelegen.
Eine erste Materialanalyse konnte nur oberflächlich mittels eines pXRF-Handgeräts durchgeführt werden. Sie ergab einen ungewöhnlich hohen Zinnanteil der Bronze von über 40 Prozent, an den Fingern sogar 50 Prozent. Untersuchungen im Auflichtmikroskop zeigen feine Dendrite, typisch für gegossene Bronzen.
Das Goldblech weist einen Silberanteil von etwa 10 Prozent auf, was einen üblichen Wert für prähistorische Goldfunde der Schweiz darstellt. Ausführlichere Analysen wurden später von der Eidgenössischen Materialprüfungs- und Forschungsanstalt, von Metallor in Neuchâtel, von der Universität Genf und vom Curt-Engelhorn-Zentrum Archäometrie in Mannheim durchgeführt. Dabei konnten als mögliche Herkunftsorte des Kupfers das Grandes-Rousses-Massiv in den französischen Alpen oder das Val d’Anniviers im Kanton Wallis bestimmt werden. Als Herkunftsregion des Zinns wird Cornwall oder das Erzgebirge vermutet. Das Gold der Manschette könnte aus Irland oder Schleswig-Holstein stammen.

### Weitere Beigaben
Bereits von den Sondengängern wurde ein lanzettförmiger Griffplattendolch gefunden, zu dessen ursprünglicher Lage im Grab keine Angaben vorliegen. Er hat eine Länge von 13,7 cm, eine Breite von 3,5 cm und eine Dicke von 1,3 cm. Die trapezförmige Griffplatte weist vier Pflocknieten auf. Zudem ist der Abdruck eines nicht erhaltenen Griffs aus organischem Material erkennbar. Relativchronologisch ist der Dolch der Bronzezeit-Stufe BZ B2 oder BZ C nach Friedrich Holste zuzuordnen.
Bei der Nachuntersuchung wurden weitere Beigaben festgestellt. Hierzu gehören zwei weitere Bronzegegenstände. Bei dem ersten handelt es sich um eine in zwei Teile zerbrochene undurchlochte Keulenkopfnadel, die im Bereich der Brust des Toten gefunden wurde. Sie hat eine Länge von 22,3 cm und einen Durchmesser von 0,3 cm. Der zweite Gegenstand ist ein aus 0,5 cm breitem Draht gefertigter Spiralring mit vier Wicklungen, der im Hals- bzw. Schulterbereich des Toten gefunden wurde und der wohl als Haarschmuck (Lockenring) gedient hatte. Der Ring hat eine Länge von 2,8 cm, eine Breite von 3,0 cm und eine Dicke von 2,6 cm. Am Fussende wurden einige Keramikscherben festgestellt. Von Speisebeigaben haben sich ein Rippenbruchstück eines Rinds, ein Oberschenkelknochen eines Schafs oder einer Ziege und ein oberer Vorderbeinknochen eines Schweins erhalten. Sie waren mit den Knochen des Bestatteten vermischt.

## Datierung
Eine absolutchronologische Datierung der Hand war durch eine Analyse des organischen Klebstoffs möglich, mit dem das Goldblech auf der Bronze befestigt worden war. Mittels Radiocarbonmethode konnte sein Alter auf 1507–1430 cal. BC bestimmt werden. Dies deckt sich mit der stilistischen Einordnung der gefundenen Gegenstände: Die Kreisaugenverzierung auf dem Goldblech der Hand ist typisch für die Mittelbronzezeit und auch der Dolch gehört der mittelbronzezeitlichen Stufe Bz B2 nach der Chronologie von Paul Reinecke an. Die Hand scheint wenigstens einige Jahrzehnte in Benutzung gewesen zu sein, bevor sie ihrem letzten Besitzer mit ins Grab gegeben wurde. Die Radiocarbondatierung von zwei Knochenbruchstücken (Schädel und Rippe) ergab Werte von 1431–1371 bzw. 1405–1275 cal. BC.

## Mögliche Funktionen der Bronzehand
Welchem Zweck die Bronzehand ursprünglich diente, ist unklar. Da sie über eine Tülle verfügt, aus der ein Stück herausgebrochen ist, liegt die Vermutung nahe, dass die Hand einst auf einem Trägermaterial befestigt war, von dem sie vor der Verwendung als Grabbeigabe unter grösserer Krafteinwirkung entfernt wurde. Vielleicht war sie ursprünglich Teil eines Zepters, eines Feldzeichens oder der Statue eines Gottes bzw. eines Ahnen. Dass die Hand dabei in erhobener Geste dargestellt war, ist ebenso denkbar wie eine horizontale oder nach unten weisende Position. Möglich ist auch, dass die Hand als Prothese diente. Ob dem mit ihr Bestatteten aber tatsächlich eine Hand fehlte, ist aufgrund der schlechten Knochenerhaltung unklar. Ohnehin käme in diesem Fall für die Hand nur eine symbolische oder rituelle Funktion infrage, da vor allem die filigrane Gestaltung, aber auch das verwendete Material und die aufwändige Verzierung einen praktischen Nutzen ausschliessen.

## Bedeutung und kulturgeschichtlicher Kontext
Die Bronzehand von Prêles ist bislang ohne Parallele. Sie wurde in ihrer Bedeutung mit der etwas älteren Himmelsscheibe von Nebra verglichen.

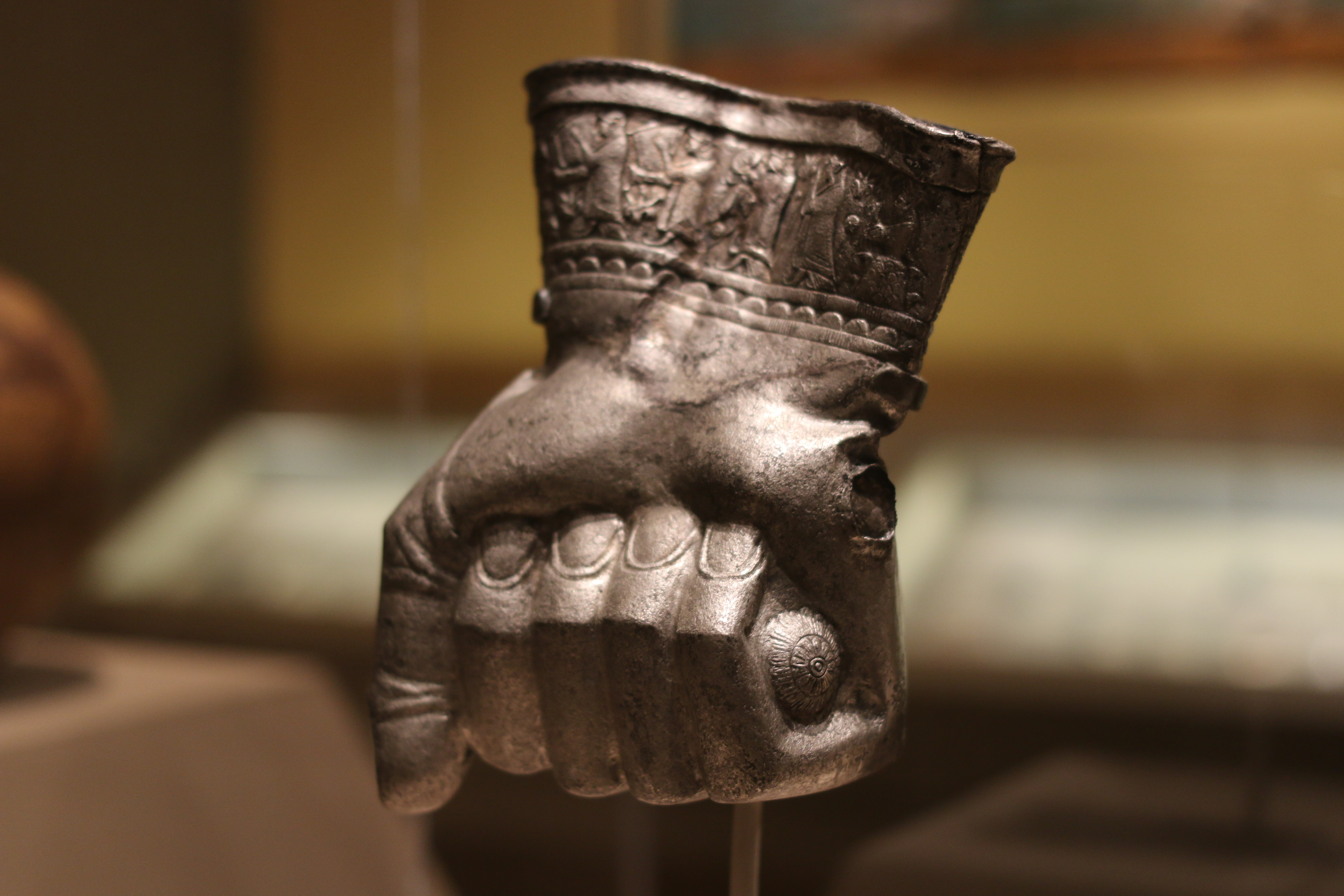
Hethitisches silbernes Faustgefäß aus dem 14. Jahrhundert v. Chr.; Museum of Fine Arts, Boston

Etwa zeitgleiche oder etwas jüngere Metallhände stammen aus dem Vorderen Orient. Die bekannten Exemplare weisen aber nur geringe Ähnlichkeiten zur Bronzehand von Prêles auf. Aus dem hethitischen Kulturkreis stammt ein silbernes Gefäss in Form einer Faust. Das Stück datiert ins 14. Jahrhundert v. Chr. und befindet sich heute im Museum of Fine Arts in Boston; sein genauer Herkunftsort ist unbekannt. Ein weiteres Exemplar ist ein Goldblech aus Qatna (Syrien), das ins 18. bis 14. Jahrhundert v. Chr. datiert. Es bildet vier ausgestreckte Finger nach und war wohl auf eine nicht erhaltene Hand aus organischem Material (vermutlich Holz) aufgesetzt. Bemerkenswert ist ausserdem eine Hand aus Bernstein, die ebenfalls in Qatna gefunden wurde. Das Rohmaterial hierfür stammte aus dem Nord- oder Ostseeraum und wurde über verschiedene Routen über den Balkan sowie über den Alpenraum und Italien in die Ägäis und von dort weiter in den Vorderen Orient verhandelt. Mit dem Handel ging zugleich ein Ideenaustausch zwischen dem Vorderen Orient und Europa einher.
Die grösste Ähnlichkeit zur Hand von Prêles weist ein Stück aus Grab M54 in Huayuanzhuang (Anyang, Volksrepublik China) auf. Es stammt aus dem 13. oder 12. Jahrhundert v. Chr. Es besteht ebenfalls aus Bronze, stellt eine Hand mit ausgestreckten Fingern dar und weist ebenfalls eine Tülle zur Befestigung auf. Mit einer Länge von 15 cm ist die Hand von Huayuanzhuang nur geringfügig kleiner als die Hand von Prêles.
Andere aus Europa stammende aus Metall gefertigte Hände sind deutlich jüngeren Datums und auch von ganz anderer Machart als die Hand von Prêles. Zu nennen wären hier mehrere Exemplare des 7. Jahrhunderts v. Chr. aus Etrurien, vor allem aus Vulci, oder ein Paar Hände aus Bronzeblech, die zusammen mit einer Maske im aus dem 6. Jahrhundert v. Chr. stammenden Fürstengrab von Kleinklein (Großklein, Steiermark) gefunden wurden. Aus dem 1. Jahrhundert v. Chr. stammt eine Hand aus dünnem Bronzeblech, die 2021 in der Nähe der Burg Irulegi bei Laquidáin, einem Ortsteil von Aranguren in der spanischen autonomen Gemeinschaft Navarra gefunden wurde. Sie ist mit einer Inschrift in einer Variante der keltiberischen Schrift versehen, die wahrscheinlich das älteste bekannte Zeugnis der geschriebenen baskischen Sprache darstellt.
Aus der römischen Kaiserzeit sind im Kontext verschiedener Götterkulte zahlreiche bronzene Hände aus allen Teilen des Imperiums bekannt. Etwa 80 Exemplare sind dem Kult des Sabazios zuzuordnen. Es handelt sich zumeist um rechte Hände, die im Segensgestus dargestellt sind und zusätzliche Attribute wie etwa Schlangen, Echsen, Frösche, Bäume oder Pinienzapfen aufweisen. Die meisten Hände besitzen zudem ein Nagelloch, das höchstwahrscheinlich zur Befestigung an einem hölzernen Stab diente, was auch durch bildliche Darstellungen bestätigt wird. Weitere rund 20 Exemplare stammen aus Heiligtümern des Iupiter Dolichenus und datieren zumeist ins 2. oder 3. Jahrhundert n. Chr. Aus der Schweiz sind drei Exemplare aus Augst (Kanton Basel-Landschaft), Martigny (Kanton Wallis) und Vindonissa (Kanton Aargau) bekannt. Aus Deutschland ist eine Bronzehand aus Nida (Frankfurt-Heddernheim) bekannt, die sich heute im Römisch-Germanischen Zentralmuseum Mainz befindet. Weitere Bronzehände sind dem Kult des Jupiter Heliopolitanus zuzuordnen.

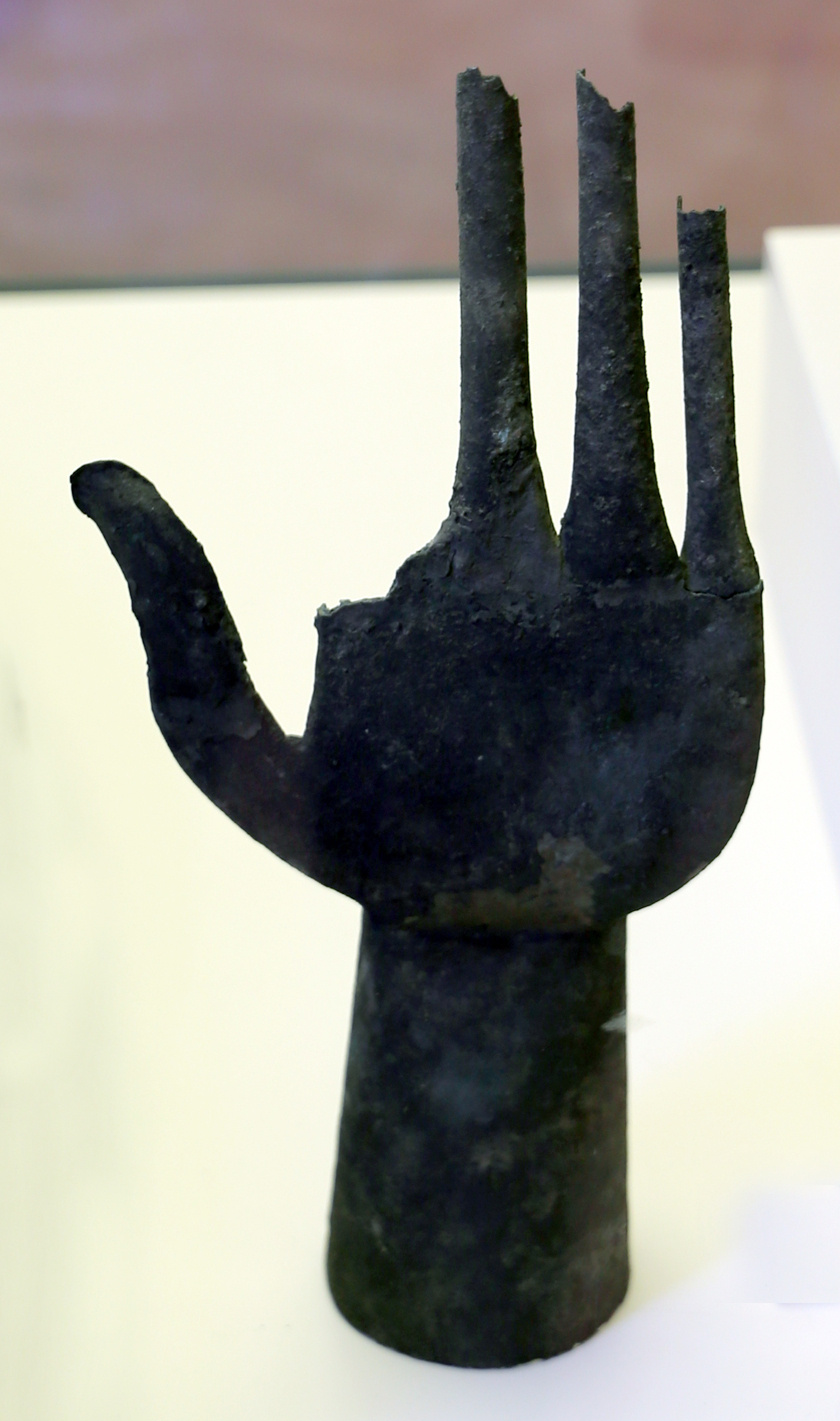
Etruskische Bronzehand (7. Jh. v. Chr.; Museo Nazionale Etrusco di Villa Giulia, Rom)
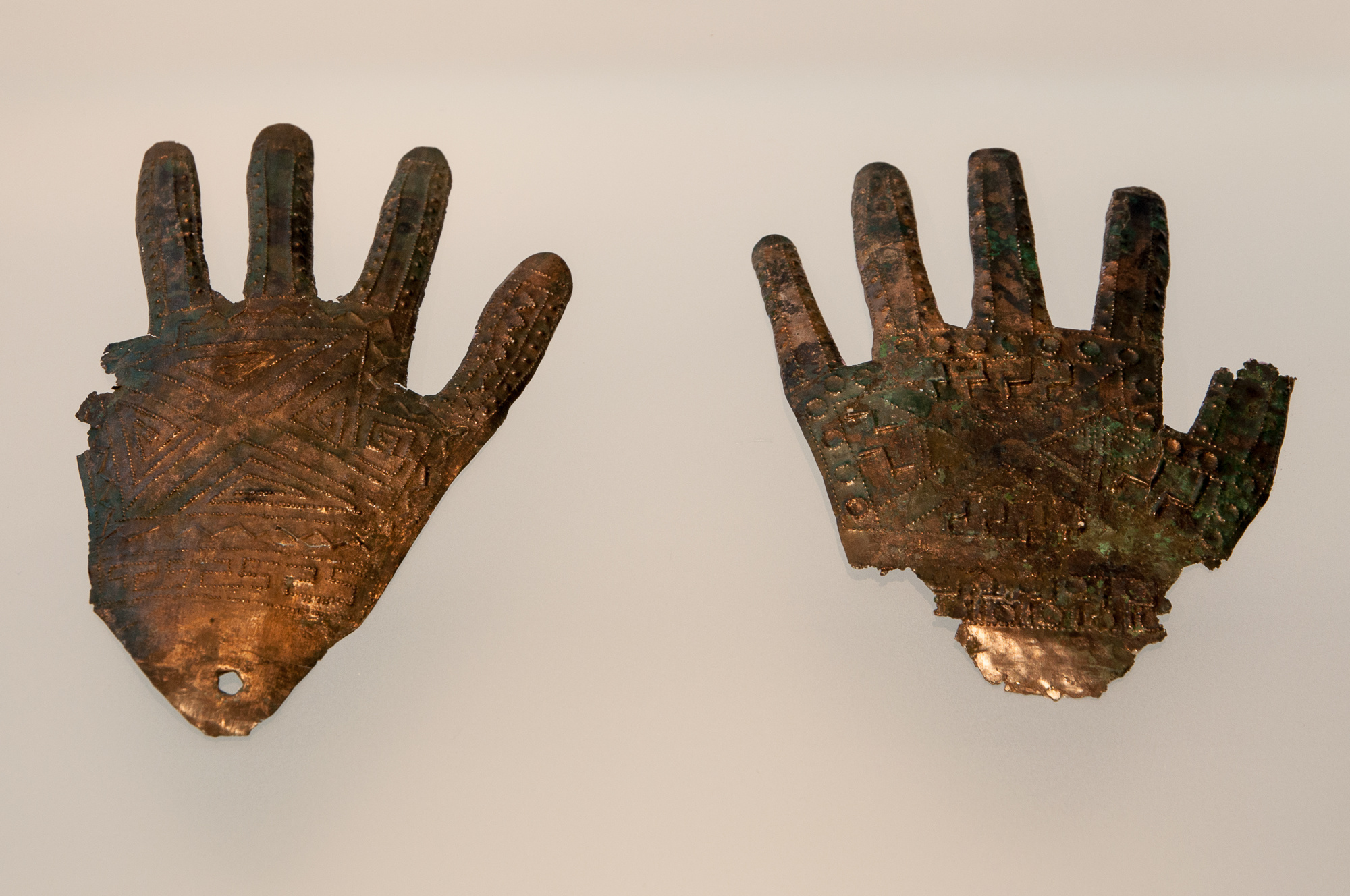
Aus Bronzeblech gefertigte Hände aus dem Fürstengrab von Kleinklein (6. Jh. v. Chr.)
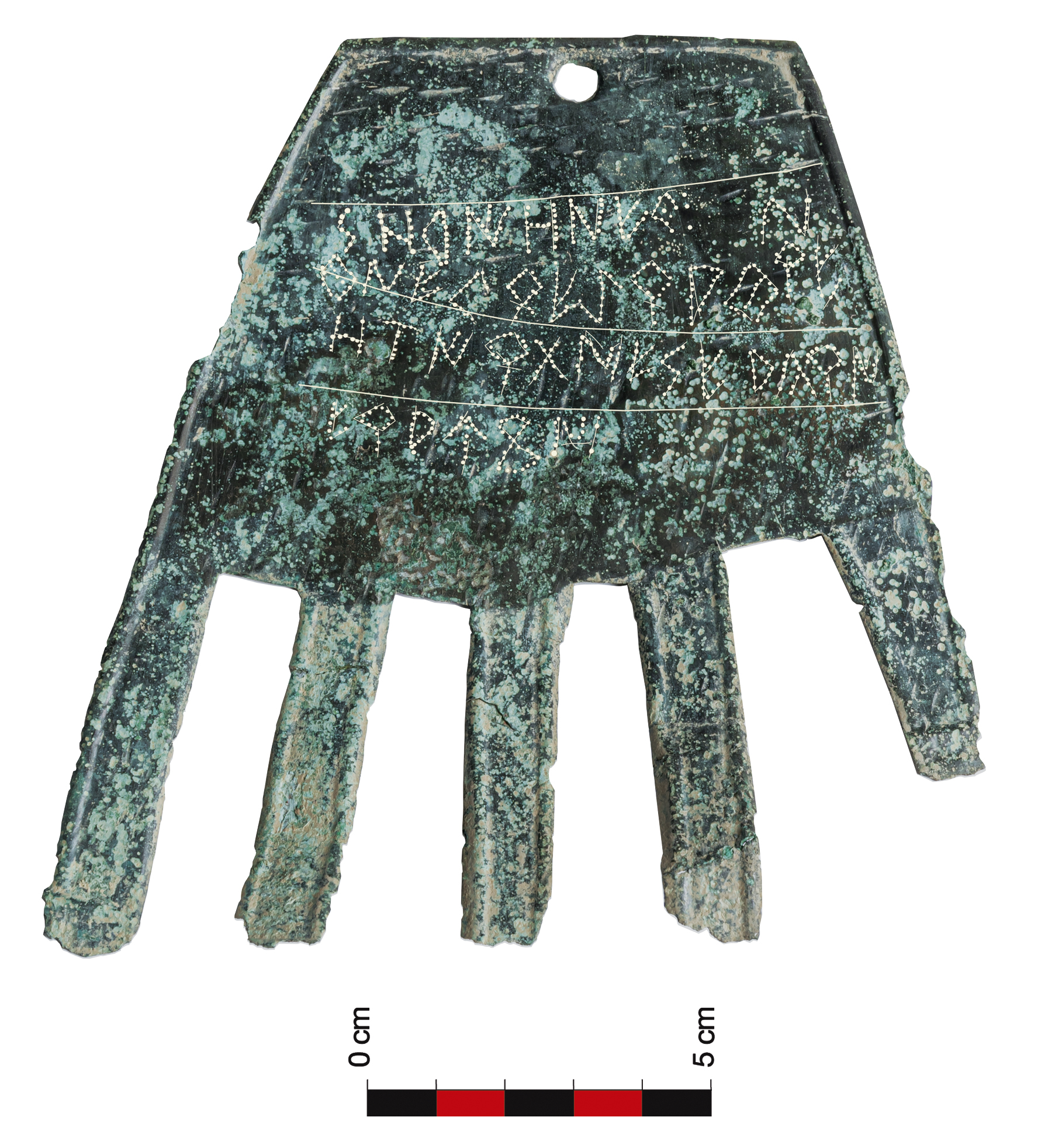
Bronzene Hand von Irulegi (1. Jh. v. Chr.)
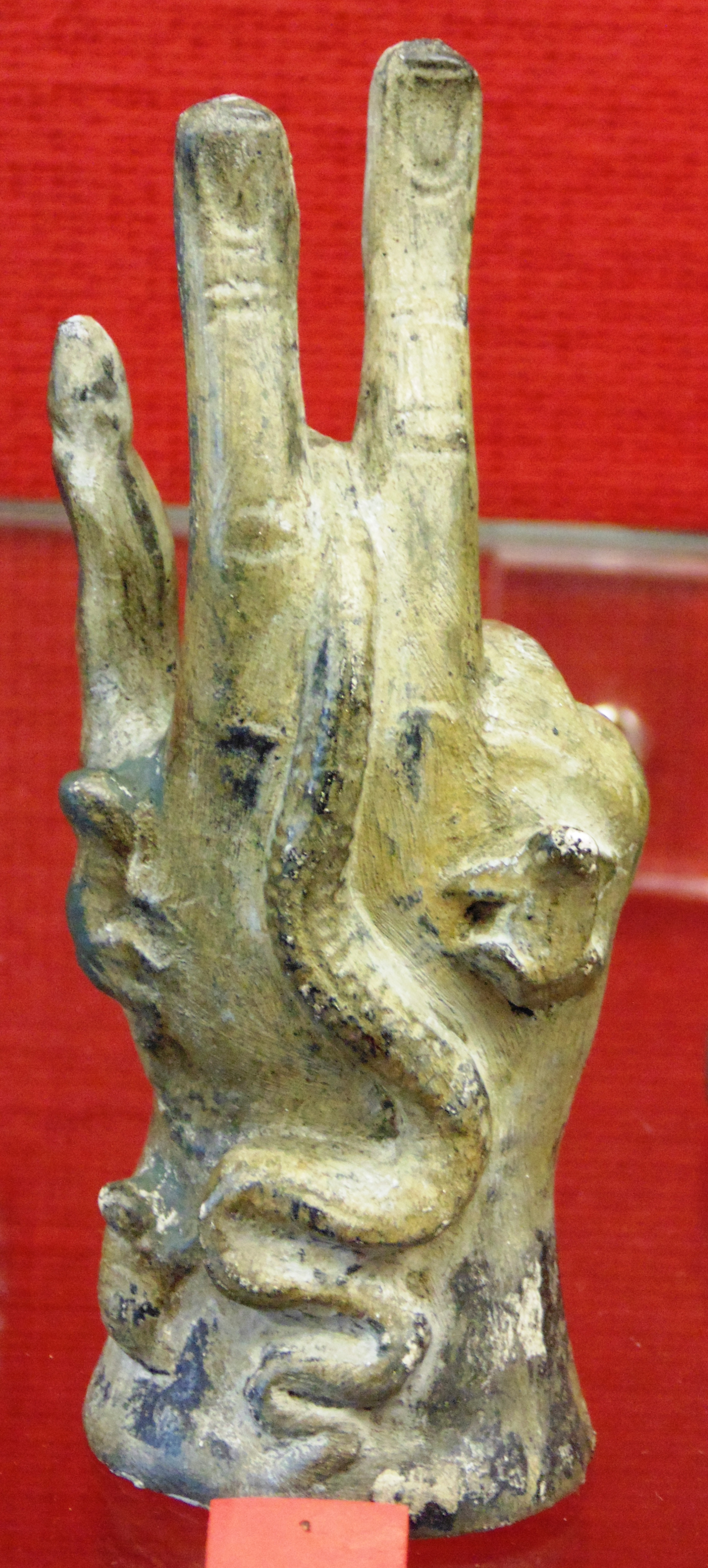
Hand des Sabazios (röm. Kaiserzeit; Römisch-Germanisches Zentralmuseum Mainz)
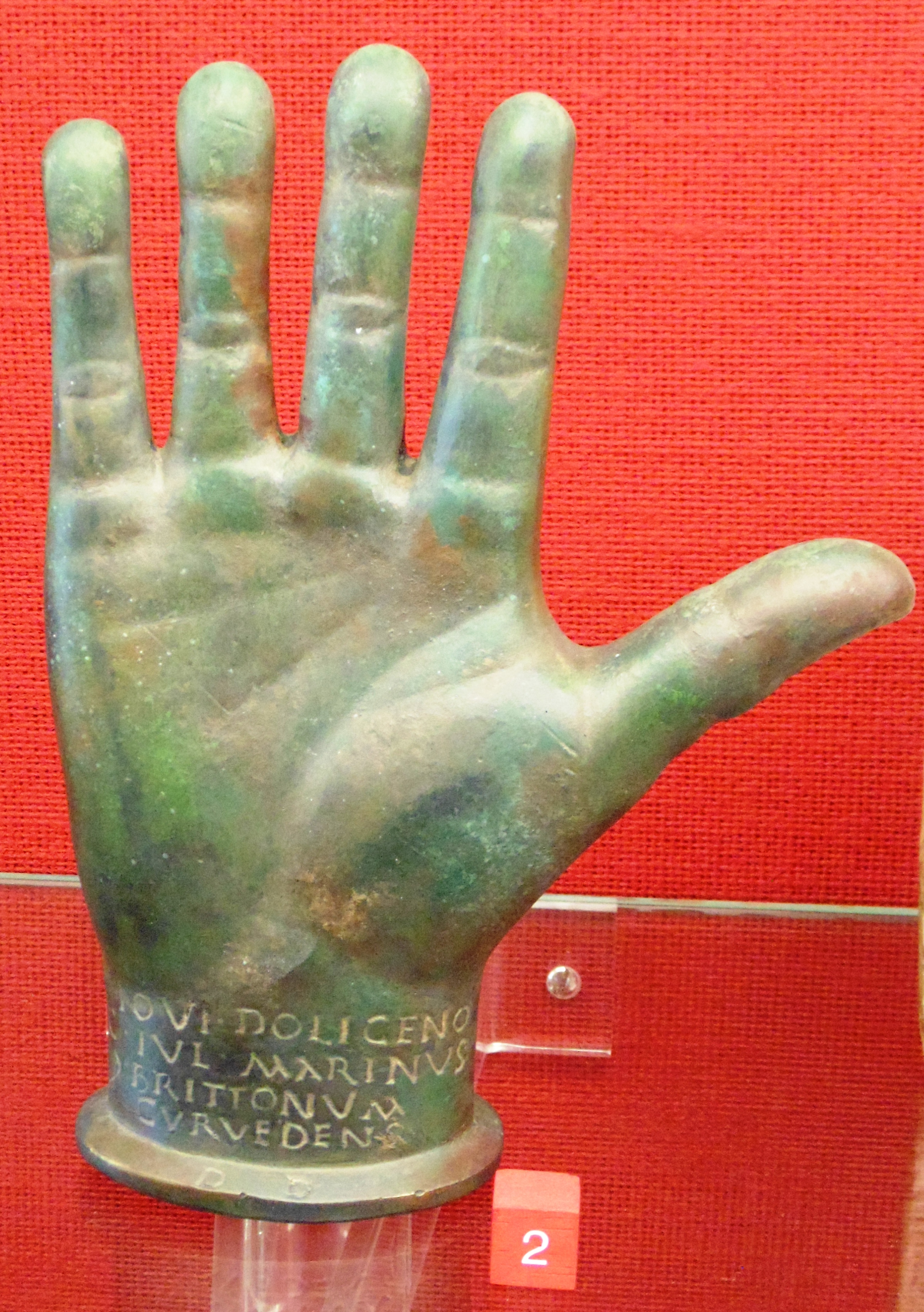
Heddernheimer Bronzehand (auch Heddernheimer Votivhand; 2. Jh. n. Chr.; Römisch-Germanisches Zentralmuseum Mainz)